# Versos fescennins
Els Versos fescennins (en llatí: Fescennina carmina) eren obres protoliteràries típicament populars, i són la forma més antiga d'art de la tragicomèdia i la sàtira dels romans. Consistia en versos grollers i jocosos, moltes vegades en forma de diàleg on els camperols es ridiculitzaven els uns als altres, i que es representaven en una àmplia zona a la frontera entre Laci i Etrúria prop del segle ii aC.

## Origen del nom
D'acord amb el gramàtic Sext Pompeu Fest, el terme «fescennini» tindria dos orígens diferents. El primer, es deriva de la ciutat de Fescennium, una citat dels faliscs a la frontera entre Etrúria i el Laci, on quan s'acabaven els treballs rurals del camp, s'utilitzava per celebrar l'abundància de la collita un bescanvi de versos en forma malparlada i llicenciosa, com donar les gràcies a la deïtat fàl·lica. El segon origen del nom hauria partit de fascinum el que significa a la vegada «mal d'ull» y «membre viril», amb referència a les malediccions que anaven llançant des dels carros carregats de raïms, a altres agricultors durant la verema. Per a altres fins i tot, el terme tindria un sentit clarament fàl·lic, com a sinònim de veretrum ('penis').
Aquest gènere literari seria el resultat o la influència etrusca en la cultura romana, en un intent d'exorcitzar el fort temor que els romans tenien del mal d'ull i fent broma sobre això amb el fal·lus.

## Els fescennins
Els orígens d'aquesta forma rudimentària de drama es coneixen poc. Mentre que mai no va arribar a la forma d'una obra de teatre consumada, tanmateix, va ser un aportament important al desenvolupament de la dramatúrgia llatina. L'espectacle consistia en un diàleg de tipus malparlat i llicenciós, potser per congraciar-se amb la deïtat fàl·lica adorada per ells, i es va desenvolupar en un clima molt sagnant, amb personatges emmascarats que ballaven al voltant dels fums de copioses libacions. Eren per regla general els pagesos que «actuaven» llançant bromes. Improvisaven sense guions predeterminats però de forma sobtada, sovint satiritzant també als espectadors, amb representacions que algunes vegades podien acabar en altercats reals. Se sap que una part majoritària del públic s'ho prenia sense rancúnia, i en determinats casos la persona objecte de la sàtira demanava al seu torn poder respondre amb els seus versos als atacs. Era una diversió pròpia de la gent del camp, però es va estendre ràpidament a les poblacions properes a Roma i a la mateixa capital.
A causa dels excessos que es van anar desenvolupant gradualment les autoritats van haver d'intervenir per regular els límits del permissible i prohibir algunes de les frases que es deien que podien ser ofensives per als ciutadans romans. Aquestes representacions van ser prohibides pel Senat. Però malgrat aquestes limitacions, el caràcter dels diàlegs malparlat es va mantenir sense canvis a causa de la poca educació del poble en general i una vena satírica que els caracteritzava. Aquests poemes van seguir recitant-se als casaments per part dels joves, desitjant a la parella molts descendents, segons diu Plini el Vell. O es dirigien contra els poderosos per ressaltar d'una manera satírica els seus vicis. També el poeta llatí Gai Valeri Catul tracta d'aquest tema al poema LXI.